# Physocephala maculifacies
Physocephala maculifacies är en tvåvingeart som beskrevs av Camras 2001. Physocephala maculifacies ingår i släktet Physocephala och familjen stekelflugor.
Artens utbredningsområde är Angola. Inga underarter finns listade i Catalogue of Life.